# 王荃善
王荃善（?—?），四川省順慶府西充縣人，清朝政治人物、進士出身。
光緒二十一年（1895年），参加光緒乙未科殿試，登進士二甲73名。同年五月，以主事分部学习。